# Xerococcus fouquieriae
Xerococcus fouquieriae är en insektsart som beskrevs av Ferris 1921. Xerococcus fouquieriae ingår i släktet Xerococcus och familjen filtsköldlöss. Inga underarter finns listade i Catalogue of Life.